# 6433 Enya
6433 Enya este o planetă minoră (asteroid), cu un diametru de 7,416 km, din centura de asteroizi. A fost descoperită pe 18 noiembrie 1978 la Observatorul Kleť de Antonín Mrkos și a fost numită după Enya. 
Obiectul prezintă o orbită caracterizată de o semiaxă mare de 2,3867855 UAi, o excentricitate de 0,22, o înclinație de 8,63454 ° în raport cu ecliptica.